# Ulrike Tauber
Ulrike Tauber (ur. 16 czerwca 1958 w Karl-Marx-Stadt) – wschodnioniemiecka pływaczka. Medalistka olimpijska, mistrzostw świata i Europy, rekordzistka świata.

## Rekordy świata
| Data             | Miejsce     | Basen      | Konkurencja           | Rezultat    | Status                             |
| ---------------- | ----------- | ---------- | --------------------- | ----------- | ---------------------------------- |
| 18 sierpnia 1974 | Wiedeń      | 50-metrowy | 200 m stylem zmiennym | 2:18.97 min | do 10 czerwca 1975                 |
| 10 czerwca 1975  | Wittenberga | 50-metrowy | 200 m stylem zmiennym | 2:18.83 min | do 12 marca 1976                   |
| 12 marca 1976    | Tallinn     | 50-metrowy | 200 m stylem zmiennym | 2:18.30 min | do 5 czerwca 1976 Kornelia Ender   |
| 10 lipca 1977    | Lipsk       | 50-metrowy | 200 m stylem zmiennym | 2:16.96 min | do 20 sierpnia 1977                |
| 20 sierpnia 1977 | Jönköping   | 50-metrowy | 200 m stylem zmiennym | 2:15.95 min | do 28 sierpnia 1977                |
| 28 sierpnia 1977 | Berlin      | 50-metrowy | 200 m stylem zmiennym | 2:15.85 min | do 2 sierpnia 1978 Tracy Caulkins  |
| 21 sierpnia 1974 | Wiedeń      | 50-metrowy | 400 m stylem zmiennym | 4:52.42 min | do 7 czerwca 1975                  |
| 7 czerwca 1975   | Wittenberga | 50-metrowy | 400 m stylem zmiennym | 4:52.20 min | do 1 czerwca 1976 Birgit Treiber   |
| 24 lipca 1976    | Montreal    | 50-metrowy | 400 m stylem zmiennym | 4:42.77 min | do 23 sierpnia 1978 Tracy Caulkins |

## Wyróżnienia
- 1974, 1977: Najlepsza Pływaczka Roku na Świecie